# Glenn Hysén
Glenn Ingvar Hysén (* 30. Oktober 1959 in Göteborg) ist ein ehemaliger schwedischer Fußballspieler. Der Abwehrspieler wurde zweifach als Schwedens Fußballspieler des Jahres ausgezeichnet und verbrachte einen Teil seiner Karriere in England und Italien. Er ist der Vater der Fußballprofis Tobias, Alexander und Anton Hysén.

## Werdegang

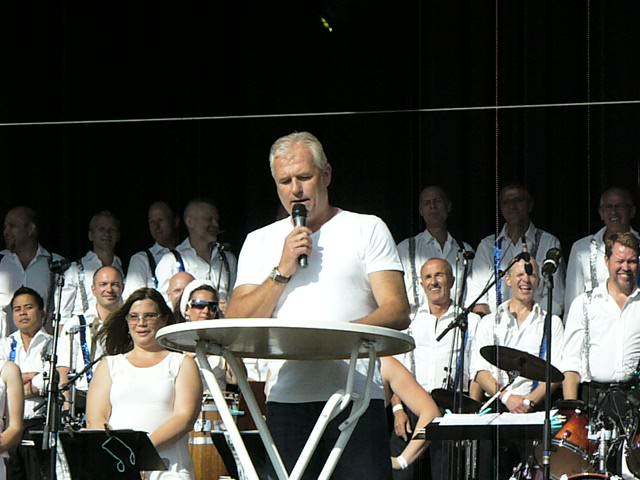
Hysén beim Stockholm Pride im Jahr 2007

### Erfolge in Schweden und erste Auslandserfahrung
Hysén begann seine Karriere 1978 bei IFK Göteborg. Unter Leitung des Trainers Sven-Göran Eriksson wurde er Stammspieler in der Abwehr und wurde 1981 erstmals in die schwedische Nationalmannschaft berufen. Bei der 1:2-Heimniederlage gegen die dänische Landesauswahl am 15. Mai des Jahres streifte er sich erstmals das Nationaljersey über. Im folgenden Jahr erlebte er ein weiteres Karrierehighlight, als der Manndecker mit seiner Mannschaft im UEFA-Pokal 1981/82 in den Finalspielen gegen den favorisierten Hamburger SV triumphierte. Zudem wurde er im selben Jahr Meister in der Allsvenskan. Damit wurde er auch über die Landesgrenzen hinaus bekannt und der niederländische Spitzenklub PSV Eindhoven lotste ihn 1983 in die Ehrendivision. Im selben Jahr erhielt er erstmals den Guldbollen als Schwedens Fußballspieler des Jahres.
Nach zwei Jahren in den Niederlanden kehrte Hysén nach Schweden zu IFK Göteborg zurück. Trainer Gunder Bengtsson, 1982 Assistent Erikssons, führte den Klub im Europapokal der Landesmeister 1985/86 bis ins Halbfinale, wo die Mannschaft erst im Elfmeterschießen gegen den FC Barcelona ausschied. Ein Jahr später durfte Hysén ein zweites Mal in seiner Laufbahn den UEFA-Pokal in die Höhe recken. In den Endspielen um den UEFA-Pokal 1986/87 setzte sich die Mannschaft um Mannschaftskapitän Hysén gegen den schottischen Vertreter Dundee United durch.

### In Italien und England
Hysén folgte daraufhin einem erneuten Ruf aus dem Ausland und unterschrieb einen Vertrag beim AC Florenz in der Serie A. 1988 beerbte er seinen vormaligen Mannschaftskollegen Stig Fredriksson als Kapitän der schwedischen Nationalmannschaft und wurde im selben Jahr zum zweiten Mal Schwedens Fußballspieler des Jahres. Bei der Qualifikation zur Weltmeisterschaft 1990 traf die schwedische Auswahl auf England. Durch eine überragende Leistung im Spiel im Wembley-Stadion, das mit einem 0:0-Unentschieden endete, weckte er das Interesse englischer Klubs und wechselte im Sommer 1989 zum FC Liverpool.
Kurz nach seiner Ankunft in England konnte Hysén seinen ersten Titelgewinn auf der Insel feiern, als die Mannschaft im Community Shield durch ein Tor von Peter Beardsley 1:0 über den FC Arsenal triumphierte. Am Ende der Spielzeit, in der er mit Alan Hansen und dessen Verletzungsvertretung Gary Ablett den Kern der Abwehr bildete, wurde er mit dem Klub englischer Landesmeister. Beim anschließenden Weltmeisterschaftsturnier erlebte Hysén als Kapitän eine Enttäuschung, als seine Mannschaft nach drei Spielen ohne Punktgewinn die Heimreise antreten musste. Im Anschluss trat er nach 68 Länderspielen aus der Nationalmannschaft zurück. Zwar konnte im Anschluss an das Turnier der Titel im Community Shield, der nach einem 1:1-Unentschieden gegen Manchester United geteilt wurde, quasi verteidigt werden, es setzte jedoch ein schleichender Abwärtstrend bei Hysén ein und Graeme Souness sortierte den Abwehrspieler aus, so dass sich 1992 die Wege von Klub und Spieler trennten.

### Karriereende in Schweden
Hysén kehrte 1992 nach Schweden zurück und unterschrieb einen Vertrag bei GAIS. Mit dem Klub stieg er am Ende der Spielzeit 1992 aus der Allsvenskan ab und beendete 1994 seine Profilaufbahn. Anschließend ließ er beim unterklassigen Skogens IF seine Karriere ausklingen.

### Nach dem Fußball

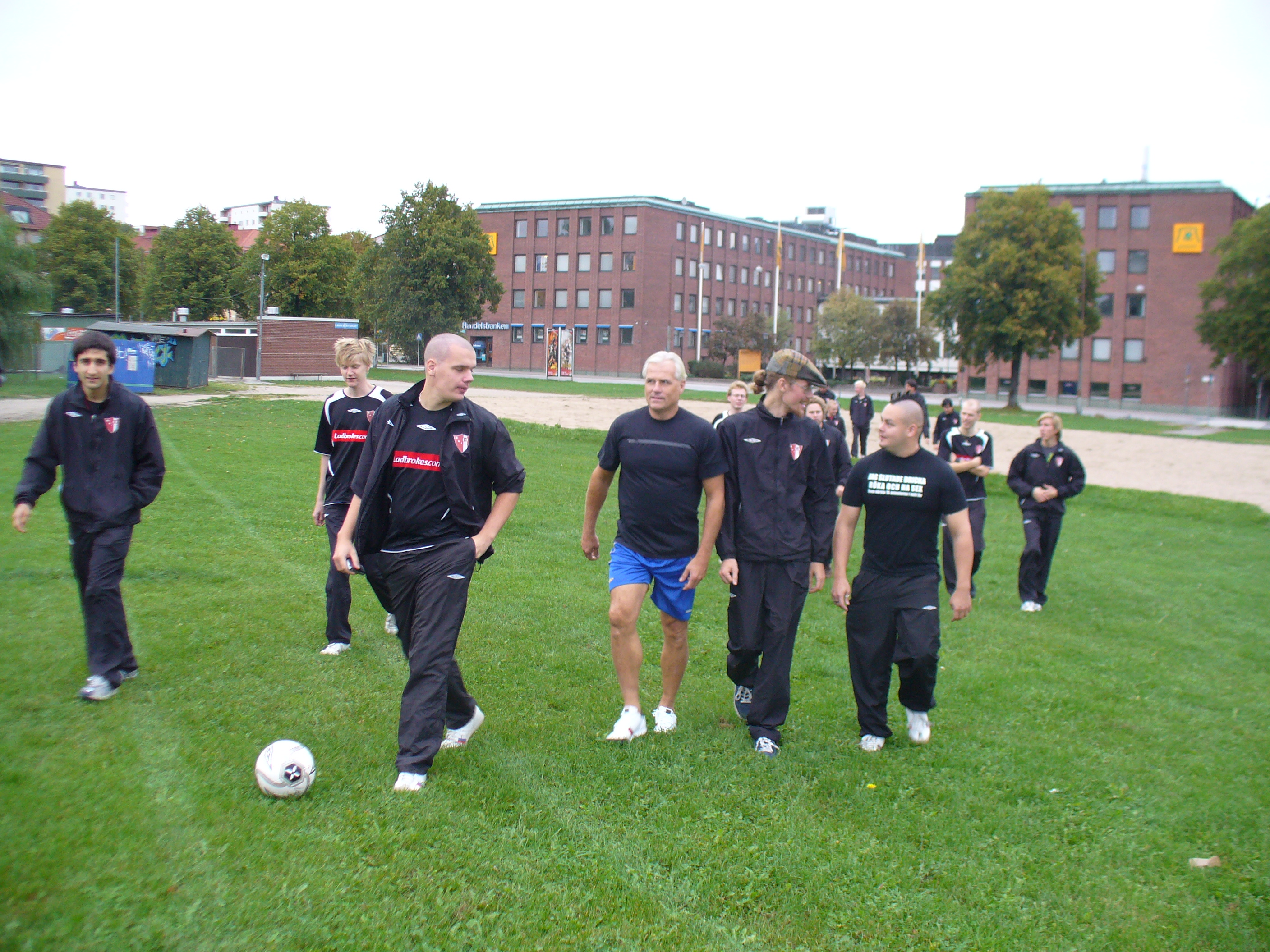
Hysén (blaue Hose) im Rahmen der FCZ-Fernsehsendung

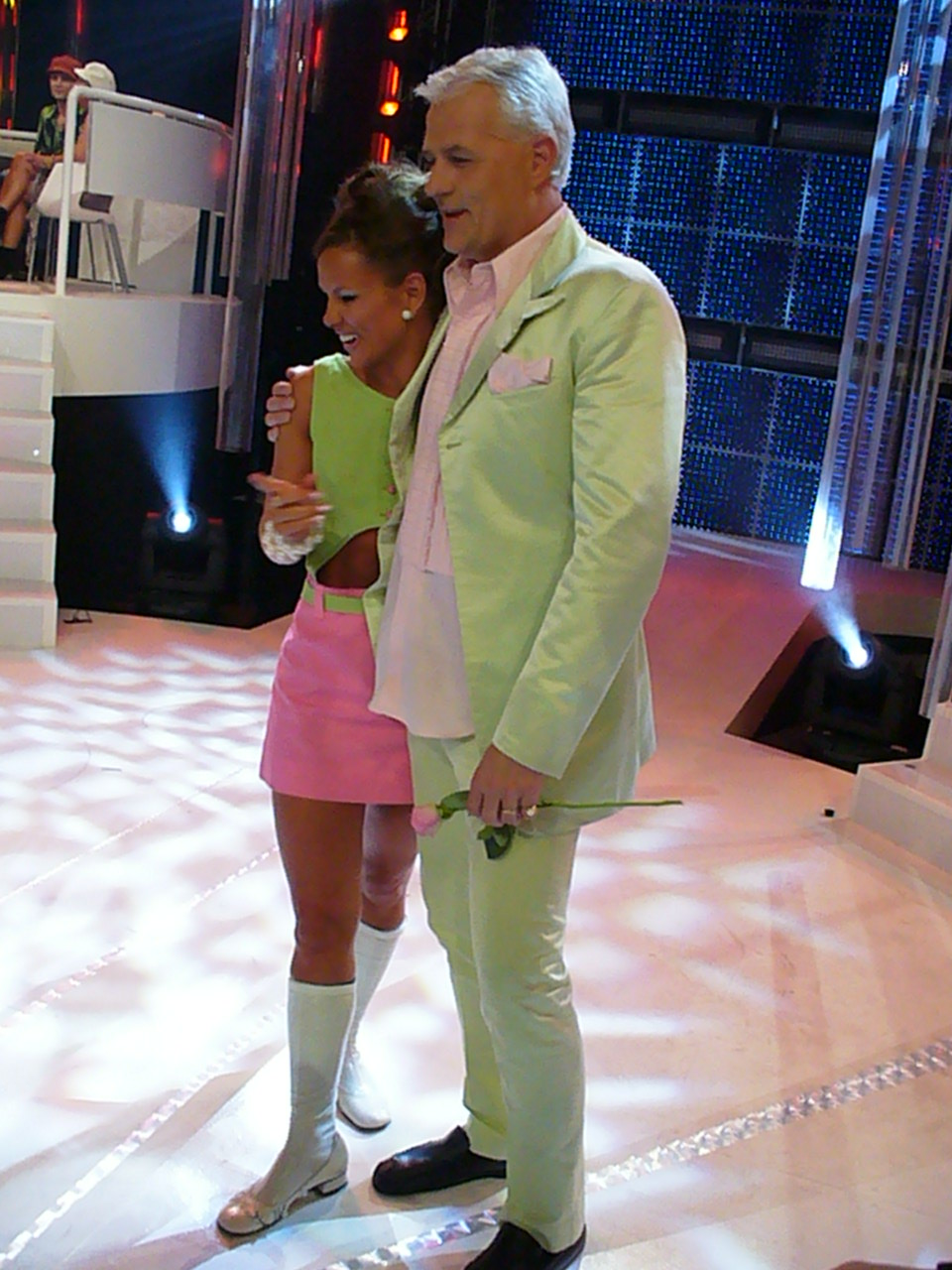
Hysén mit Linda Bengtzing bei Rampfeber

Nach seinem Karriereende wurde Hysén Fußballexperte beim schwedischen Medienkonzern Viasat und trat in dieser Funktion bei verschiedenen Fernsehsendern des Konzerns in Erscheinung. Nachdem er kurzzeitig bei Torslanda IK als Assistenztrainer tätig gewesen war, übernahm er 2005 den Posten des Trainers bei FC Z, der schwedischen Variante von FC Nerds. 2006 wurde die Sendung mit dem Kristallen als bestes Reality-TV-Format ausgezeichnet. Im selben Jahr nahm er mit Linda Bengtzing in der Sendung Rampfeber bei TV 4 teil, in der schwedische Prominente mit Sängern im Duett singen mussten. Die beiden erreichten mit der Interpretation unter anderem von Ring Ring von ABBA oder Som stormen river öppet hav von Susanne Alfvengren und Mikael Rickfors das Finale, das Tina Thörner und Andrés Esteche gewannen.
2007 war Hysén Eröffnungsredner des Stockholm Pride. Dabei stellte er die Frage, „Wie einfach es eigentlich für einen 16-jährigen Homosexuellen ist, sich seinen Mannschaftskollegen als homosexuell zu öffnen?“. Als sein jüngster Sohn Anton im März 2011 in den Medien sein Coming-out hatte, stellte sich heraus, dass Glenn Hysén 2007 von seinem eigenen Sohn gesprochen hatte.

## Erfolge und Auszeichnungen
- Schwedischer Meister (3): 1982, 1983, 1987
- Schwedischer Pokalsieger (2): 1981/82, 1982/83
- UEFA-Pokalsieger (2): 1981/82, 1986/87
- Englischer Meister: 1989/90
- FA Community Shield (2): 1989, 1990
- Schwedens Fußballer des Jahres (2): 1983, 1988